# Сиєва-Дупка
Сиєва-Дупка (болг. Съева дупка, «Сиєва діра») — печера на півночі Болгарії, недалеко від села Брестниця (Ловецька область).

## Виявлення та дослідження
Професор Георгій Григорович Златарський вперше вивчав печеру в 1883 році, а брати Карел і Герман Шкорпіли слідували його прикладу десять років по тому. Перші серйозні дослідження і картографування були проведені з 20 по 21 серпня 1932 р. Н. Атанасовим і Д. Папазовим, 10-13 липня 1935 р. А. Стефановим і Н. Атанасовим. Детальні геоморфологічні дослідження були проведені в 1968 р. Вл. Поповим з Географічного інституту БАН.
Разом з Ягодинською печерою вона вважається однією з найкрасивіших печер Болгарії. Найбільший сталагнат заввишки 60 метрів. Середня температура в печері 7-11 °C, вологість від 90 до 98 %. Вона розташована на висоті 520 метрів над рівнем моря. Довжина 205 метрів, нижче 70 метрів — річка. Її вік оцінюється приблизно в 3 мільйони років.
Унікальна за своїми кольорами — зелений, коричневий і білий. Зустрічаються сталактити, сталагміти, сталагнати, геліктити та дендрити.
При реконструкції печери були знайдені кістки тварин, гончарні вироби, монети датовані часом римського імператора Антонія.

## Туризм
- Сиєва-Дупка входить в список «100 туристичних об'єктів Болгарії» під номером 33.
- У 1962 році Сиєва-Дупка була оголошена природним пам'ятником.
- У 1967 році печера була упорядкована і електрифікована.